# カーズランド
カーズランド（Cars Land）とは、アメリカ合衆国カリフォルニア州のディズニー・カリフォルニア・アドベンチャーにあるテーマランドの一つである。ピクサー・アニメーション・スタジオ製作の映画カーズの世界を再現している。

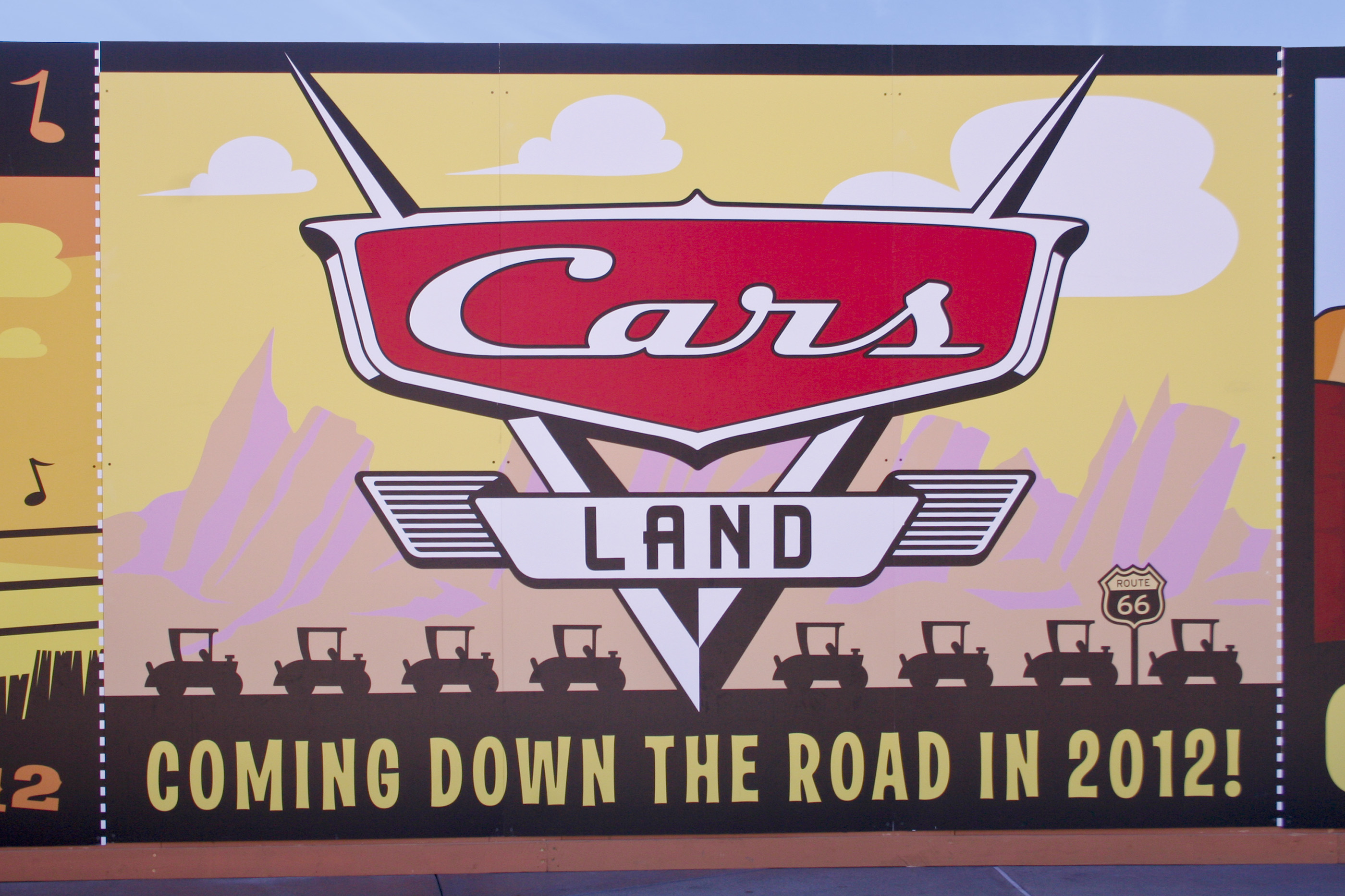

## 概要
カーズランドの計画は、映画のカーズが公開された2006年に始まり、2007年に始まったディズニー・カリフォルニア・アドベンチャーを改装する計画の目玉として建設する事が決定された。そして2009年に建設が始まり、2012年6月15日にオープンした。映画の舞台であるラジエーター・スプリングスの街並みを忠実に再現しており、マックイーンやメーターなどのキャラクターと写真を撮る事もできる。

## 各施設の紹介

### アトラクション
- ラジエーター・スプリングス・レーサー（Radiator Springs Racers）
- メーターのジャンクヤード・ジャンボリー（Mater's Junkyard Jamboree）
- ルイジのローリッキン・ロードスター（Luigi's Rollickin' Roadsters）

### ショップ
- ラモーンズ・ボディペイント（Ramone's House of Body Art）
- サージズ・サープラス・ハット（Sarge's Surplus Hut）
- ラジエーター・スプリングス・キュリオス（Radiator Springs Curios）

### レストラン
- コージー・コーン・モーテル（Cozy Cone Motel）
- フローのV8カフェ（Flo's V8 Cafe）
- フィルモアのテイスト・イン（Fillmore's Taste-In）

## Trivia
- カーズランドのメインのアトラクションとなるラジエーター・スプリングス・レーサーはカーズランド内の半分以上の面積を占めている。